# Gottfried Schilter
Gottfried Schilter (* 27. September 1643 in Landshut, Schlesien; † 10. April 1679 in Leipzig) war ein deutscher Rechtswissenschaftler.

## Leben
Schilter wurde als Sohn des Einnehmers der kaiserlichen Biergefälle in Landshut und dessen Frau Susanna (geb. Hoffmann) geboren. Er besuchte die Schule in Landshut und 1656 das Gymnasium Maria Magdalena in Breslau. 1662 ging er an die Universität Leipzig, wo er bei Christian Friedrich Franckenstein (1621–1679), Jacob Thomasius (1622–1684) und Valentin Alberti die philosophischen Vorlesungen besuchte. Auf Wunsch seines Vaters widmete er sich den juristischen Studien. Dazu frequentierte er die juristischen Vorlesungen bei Johann Ernst Noricus (1634–1678), Paul Frantz Romanus (1641–1675), Amadeus Eckhold (1623–1668), Jacob Born (dem Älteren) (1638–1709) und Bartholomäus Leonhard Schwendendörffer (1631–1705).
1672 erwarb er das Lizentiat der Rechte und promovierte im Folgejahr zum Doktor beider Rechte. Er hätte gern den Sitten der damaligen Zeit entsprechend im Anschluss eine Gelehrtenreise absolviert. Jedoch wurde er 1674 Kollegiat am Frauenkollegium und bald darauf Propst desselben berufen. 1675 wurde er Professor an der juristischen Fakultät. Seine Vorlesungen verzeichneten großen Zulauf; im Wintersemester 1678 wurde er in Abwesenheit zum Rektor der Alma Mater gewählt. Jedoch blieb ihm keine große Wirkungszeit. Am 2. April 1679 erkrankte der in den besten Lebensjahren stehende Mann an einem schweren Fieber, dass er am 10. April um zwei Uhr in der Frühe verstarb. Er wurde am 22. September in der Leipziger Paulinerkirche beigesetzt.
Aus seiner 1677 geschlossenen Ehe mit Regina Koch, der Witwe des Archiediakons an der St. Thomaskirche Lizentiat Simon Löffler, ist die Tochter Susanna Regina Schilter bekannt.

## Werke
- Diss. De poenitentia ex contractibus innominatis. Leipzig 1672,
- Diss. De nomine et causa. Leipzig 1676,
- Dissertatio Iuridica De Subinfeudatione, vulgo Affter-Belehnung. Leipzig 1678 (uni-halle.de)
- Diss. De Syndicis. Leipzig 1678